# U-443 (tàu ngầm Đức)
U-443 là một tàu ngầm tấn công  Lớp Type VII thuộc phân lớp Type VIIC được Hải quân Đức Quốc Xã chế tạo trong Chiến tranh Thế giới thứ hai. Nhập biên chế năm 1942, nó đã thực hiện được ba chuyến tuần tra và đánh chìm được ba tàu buôn với tổng tải trọng 19.435 GRT cùng một tàu chiến tải trọng 1.087 tấn. Trong chuyến tuần tra cuối cùng, U-443 bị các tàu khu trục hộ tống Anh HMS Bicester, HMS Lamerton và HMS Wheatland đánh chìm trong Địa Trung Hải về phía Tây Bắc Algiers vào ngày 23 tháng 2, 1943.

## Thiết kế và chế tạo

### Thiết kế

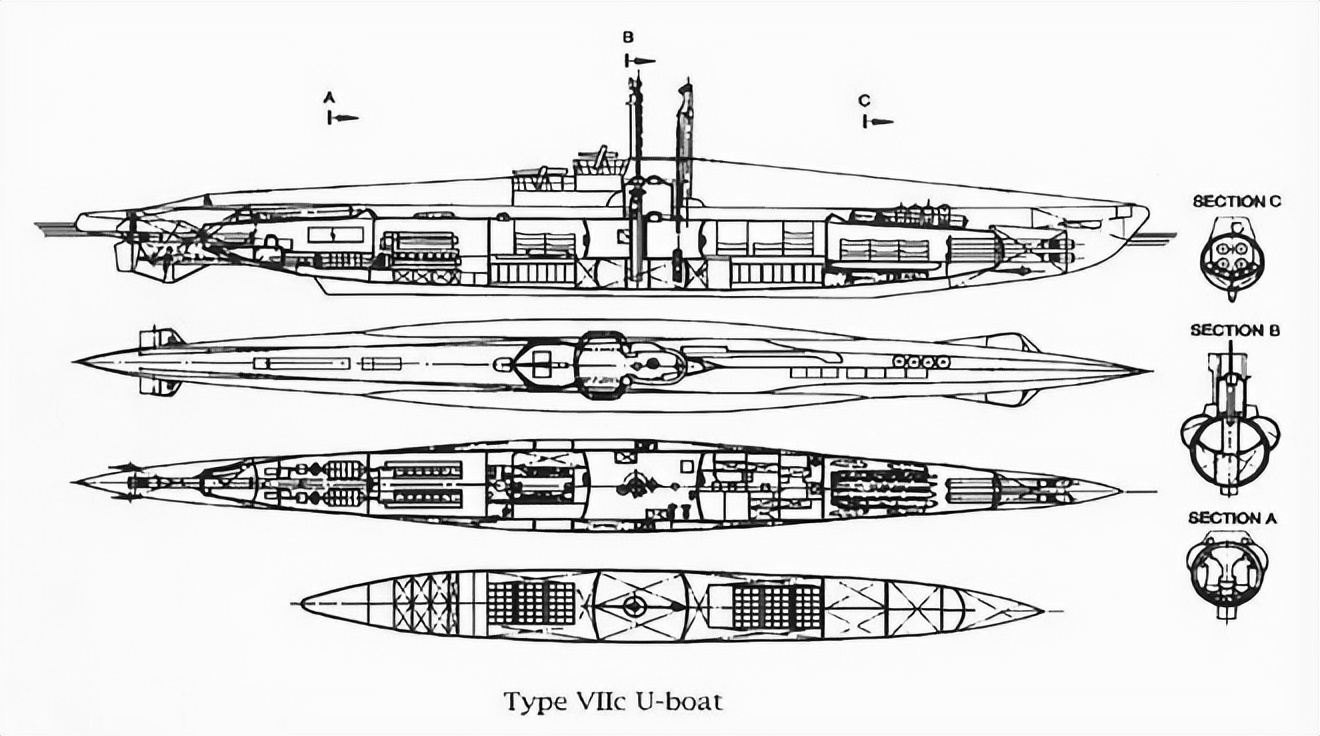
Sơ đồ các mặt cắt một tàu ngầm Type VIIC

Phân lớp VIIC của Tàu ngầm Type VII là một phiên bản VIIB được kéo dài thêm. Chúng có trọng lượng choán nước 769 t (757 tấn Anh) khi nổi và 871 t (857 tấn Anh) khi lặn). Con tàu có chiều dài chung 67,10 m (220 ft 2 in), lớp vỏ trong chịu áp lực dài 50,50 m (165 ft 8 in), mạn tàu rộng 6,20 m (20 ft 4 in), chiều cao 9,60 m (31 ft 6 in) và mớn nước 4,74 m (15 ft 7 in).
Chúng trang bị hai động cơ diesel Germaniawerft F46 siêu tăng áp 6-xy lanh 4 thì, tổng công suất 2.800–3.200 PS (2.100–2.400 kW; 2.800–3.200 bhp), dẫn động hai trục chân vịt đường kính 1,23 m (4,0 ft), cho phép đạt tốc độ tối đa 17,7 kn (32,8 km/h), và tầm hoạt động tối đa 8.500 nmi (15.700 km) khi đi tốc độ đường trường 10 kn (19 km/h). Khi đi ngầm dưới nước, chúng sử dụng hai động cơ/máy phát điện Garbe, Lahmeyer & Co. RP 137/c  tổng công suất 750 PS (550 kW; 740 shp). Tốc độ tối đa khi lặn là 7,6 kn (14,1 km/h), và tầm hoạt động 80 nmi (150 km) ở tốc độ 4 kn (7,4 km/h). Con tàu có khả năng lặn sâu đến 230 m (750 ft).
Vũ khí trang bị có năm ống phóng ngư lôi 53,3 cm (21 in), bao gồm bốn ống trước mũi và một ống phía đuôi, và mang theo tổng cộng 14 quả ngư lôi, hoặc tối đa 22 quả thủy lôi TMA, hoặc 33 quả TMB. Tàu ngầm Type VIIC bố trí một hải pháo 8,8 cm SK C/35 cùng một pháo phòng không 2 cm (0,79 in) trên boong tàu. Thủy thủ đoàn bao gồm 4 sĩ quan và 40-56 thủy thủ.

### Chế tạo
U-443 được đặt hàng vào ngày 13 tháng 4, 1940, và được đặt lườn tại xưởng tàu Schichau-Werke ở Danzig (nay là Gdańsk thuộc Ba Lan) vào ngày 10 tháng 2, 1941. Nó được hạ thủy vào ngày 31 tháng 1, 1942, và nhập biên chế cùng Hải quân Đức Quốc Xã vào ngày 18 tháng 4, 1942 dưới quyền chỉ huy của Hạm trưởng, Trung úy Hải quân Konstantin von Puttkamer.

## Lịch sử hoạt động
Sau khi hoàn tất việc huấn luyện trong thành phần Chi hạm đội U-boat 8, U-442 được điều sang Chi hạm đội U-boat 9 từ ngày 1 tháng 10, 1942 để hoạt động trên tuyến đầu. Nó lại được điều sang Chi hạm đội U-boat 29 từ ngày 1 tháng 1, 1943 để hoạt động tại khu vực Địa Trung Hải.

### Chuyến tuần tra thứ nhất
U-443 khởi hành từ cảng Kiel, Đức vào ngày 1 tháng 10, 1942 cho chuyến tuần tra đầu tiên trong chiến tranh. Nó tiến ra Bắc Hải, rồi băng qua khe GI-UK giữa các quần đảo Shetland và Faroe để vòng qua quần đảo Anh và hoạt động tại khu vực Trung tâm Bắc Đại Tây Dương. Tại đây vào ngày 22 tháng 10, nó đã tấn công Đoàn tàu ON-139, đánh chìm được tàu chở dầu Anh Donax 8.036 GRT và tàu chở hành khách Anh Winnipeg II 9.807 GRT cùng tại tọa độ 49°51′B 27°58′T / 49,85°B 27,967°T. Các tàu hộ tống của đoàn tàu đã thả mìn sâu phản công, buộc chiếc tàu ngầm phải lặn sâu ẩn nấp, nhưng nó thoát được mà không bị hư hại. Kết thúc chuyến tuần tra, U-443 đi đến cảng Brest bên bờ Đại Tây Dương của Pháp đã bị Đức chiếm đóng, đến nơi vào ngày 4 tháng 11.

### Chuyến tuần tra thứ hai
U-443 khởi hành từ cảng Brest vào ngày 29 tháng 11 cho chuyến tuần tra thứ hai, với nhiệm vụ xâm nhập để hoạt động trong vùng biển  Địa Trung Hải. Sau khi băng qua được eo biển Gibraltar được lực lượng Anh canh phòng cẩn mật vào ngày 5 tháng 12, nó đã lần lượt đánh chìm tàu khu trục hộ tống HMS Blean (1.087 tấn) thuộc Đoàn tàu MKF-4 vào ngày 11 tháng 12 tại tọa độ 35°55′B 01°50′T / 35,917°B 1,833°T, và tàu buôn Anh Edencrag 19.435 GRT thuộc Đoàn tàu TE-9 ba ngày sau đó tại tọa độ 35°49′B 01°25′T / 35,817°B 1,417°T. Chiếc U-boat kết thúc chuyến tuần tra tại cảng La Spezia, Ý vào ngày 22 tháng 12.

### Chuyến tuần tra thứ ba – Bị mất
U-443 xuất phát từ cảng La Spezia vào ngày 16 tháng 2, 1943 cho chuyến tuần tra thứ ba, cũng là chuyến cuối cùng, để hoạt động tại vùng biển ngoài khơi Bắc Phi.Tại đây vào ngày 23 tháng 2, nó bị các tàu khu trục hộ tống HMS Bicester, HMS Lamerton và HMS Wheatland của Hải quân Hoàng gia Anh thả mìn sâu đánh chìm ở vị trí về phía Tây Bắc Algiers, tại tọa độ 36°55′B 2°25′Đ / 36,917°B 2,417°Đ. Toàn bộ 48 thành viên thủy thủ đoàn của U-443 đều tử trận.

### "Bầy sói" tham gia
U-443 từng tham gia hai bầy sói:
- Panther (11 – 16 tháng 10, 1942)
- Puma (16 – 29 tháng 10, 1942)

### Tóm tắt chiến công
U-443 đã đánh chìm được ba tàu buôn có tổng tải trọng 19.435 GRT cùng một tàu chiến tải trọng 1.087 tấn:
| Ngày              | Tên tàu     | Quốc tịch              | Tải trọng | Số phận      |
| ----------------- | ----------- | ---------------------- | --------- | ------------ |
| 22 tháng 10, 1942 | Donax       | United Kingdom         | 8.036     | Bị đánh chìm |
| 22 tháng 10, 1942 | Winnipeg II | United Kingdom         | 9.807     | Bị đánh chìm |
| 11 tháng 12, 1942 | HMS Blean   | Hải quân Hoàng gia Anh | 1.087     | Bị đánh chìm |
| 14 tháng 12, 1942 | Edencrag    | United Kingdom         | 1.592     | Bị đánh chìm |